# Mesosetum chlorostachyum
Mesosetum chlorostachyum är en gräsart som först beskrevs av Johann es Christoph Christian Döll, och fick sitt nu gällande namn av Mary Agnes Chase. Mesosetum chlorostachyum ingår i släktet Mesosetum och familjen gräs. Inga underarter finns listade i Catalogue of Life.